# Hérens
District d’Hérens är ett av de 14 distrikten i kantonen Valais i Schweiz. Distriktet ligger i den franskspråkiga delen av kantonen.

## Indelning
Distriktet består av sex kommuner:
| Vapen        | Namn         | Invånare 2023-12-31 | Yta i km² |
| ------------ | ------------ | ------------------- | --------- |
| Ayent        | Ayent        | 4 350               | 55,26     |
| Evolène      | Evolène      | 1 670               | 209,83    |
| Hérémence    | Hérémence    | 1 491               | 107,46    |
| Mont-Noble   | Mont-Noble   | 1 174               | 43,45     |
| Saint-Martin | Saint-Martin | 841                 | 37,00     |
| Vex          | Vex          | 1 929               | 13,05     |